# Polyalthia bifaria
Polyalthia bifaria este o specie de plante din genul Polyalthia, familia Annonaceae. A fost descrisă pentru prima dată de A. Dc., și a primit numele actual de la Joseph Dalton Hooker och Thomas Thomson. Conform Catalogue of Life specia Polyalthia bifaria nu are subspecii cunoscute.